# گیلا آلماگور
گیلا آلماگور (عبری: גילה אלמגור‎؛ زادهٔ ۲۲ ژوئیهٔ ۱۹۳۹) یک هنرپیشه، نویسنده، و نویسنده رمان اهل اسرائیل است.
از فیلم‌ها یا برنامه‌های تلویزیونی که وی در آن نقش داشته است می‌توان به ال‌دورادو، هربار که بگوئیم خدانگهدار و فورتونا اشاره کرد.
وی همچنین برنده جوایزی همچون جایزه اسرائیل شده است.